# Stane Jeršič
Stane Jeršič, slovenski fotograf in video umetnik, * 8. april 1957, Celje
Stane Jeršič je ustanovitelj in direktor podjetja ArtKontakt Studijo Bast, urednik, fotograf, videograf in celostni kreativec z več kot 30-letnimi globalnimi izkušnjami na interaktivnih, fotografskih, založniških in video projektih. Profesionalno ustvarja na fotografskem, video in multimedijskem področju in je ekspert za vizualne komunikacije ter mednarodno renomiran poznavalec fotografije in videa. Predaval je na pomembnih univerzah (San Francisco State University) in razstavljal v Evropi, Ameriki in na Japonskem.
Realiziral  je številne mednarodne projekte, vizualne predstavitve in korporativne dogodke:
Slovenija na Expo 2020 Dubai, Slovenija na Expo Shanghai, Dnevi evropske kulturne dediščine (otvoritveni dogodek in razstava), UNESCO knjižno-razstavni projekt »Ljubljana, svetovna prestolnica knjige«, predstavitev Slovenije med predsedovanjem Slovenije EU 2008, knjiga/predstavitev Slovenije v času slovenskega predsedovanja EU 2021 - »Evropska sredstva povezujejo/European Funds Connect« in predstavitev Slovenije na World Travel Market v Londonu (WTM).
Razstava fotografij Staneta Jeršiča je bila osrednji otvoritveni dogodek »Dnevov evropske kulturne dediščine«, knjiga »Glasba panoram Plečnikove arhitekture«, pa dogodek Unesco projekta »Ljubljana, svetovna prestolnica knjige«.
Dela Staneta Jeršiča so bila predstavljena na številnih samostojnih in preglednih razstavah, objavljeno v knjigah in revijah ter vključena v najpomembnejše javne in zasebne zbirke (Bibliothèque Nationale de France, Rijksmuseum Amsterdam, Łódź Art Center, Muzej fotografije Contemporanea Brescia-Milano, Prinz Kyoto, Fotogalerie Wien, Kunstforum Wien, FotoFest v Blossom Street Gallery Houston, Artotheek Holland, Moderna galerija Slovenije in drugo). Njegova dela so bila objavljena v številnih mednarodnih knjigah in revijah, vključno z Fotografo Professionalista Milano, Graphis Annual Zurich, Progresso Fotografico Milano, VIS a VIS Internationale Paris, Shukan Shincho Tokyo, Foto Magazin Frankfurt, Fotopratica Milano in na najpomembnejših svetovnih fotografskih festivalih: Fotofest Houston, RIP – Recontres d* Arles, International Festival of Photography, Lodz.
-         Zavod za kulturno dediščino RS / Dnevi evropske kulturne dediščine / Osrednja razstava v Jakopičevem drevoredu Tivoli.
-         Knjiga »Identiteta prostora« in samostojna razstava 50 panoramskih fotografij v Umetnostni galeriji Slovenj Gradec.
-         Knjiga »Glasba panoram Plečnikove arhitekture«; Ljubljana svetovna prestolnica knjige - UNESCO
-         Knjiga »Slovenija Nova Zvezda Evrope« in razstava / Center Evropa Ljubljana.
-         Arhitekturna zbornica Slovenije / predstavitvena fotografija arhitekturnih objektov Slovenije.
-         Slovenska Turistična organizacija /STO/ predstavitev Slovenije, predstavitev termalnih zdravilišč Slovenije.
-         Predstavitev Slovenije / razstava / Svetovna razstava EXPO Shangai.
-         Mednarodne predstavitve Slovenije / samostojna potujoča razstava fotografij ob predsedovanju EU / Madžarska, Grčija, Malta,   Ciper.
-         Urad vlade RS za komuniciranje / fotografska in video predstavitev Slovenije za predsedovaje Slovenije EU.
-         AB magazine / samostojna predstavitev arhitekturnih projektov Jožeta Plečnika v vodilni slovenski reviji za arhitekturo.
-         Washington – Ljubljana / Dvoje prestolnic / Samostojna razstava v Washingtonu in Ljubljani.
-         Ministrstvo za kulturo RS / Med ogledalom in podobo / umetniški fotografski – video – izobraževalni projekt.
-         Center za upravljanje z dediščino živega srebra Idrija / Unesco kulturna dediščina / fotografska in video predstavitev.
-         Ministrstvo za kulturo RS / Fabiani Plečnik Vurnik  - Oblike za novo demokracijo / virtualna fotografska razstava
-         Expo 2020 Dubai (predstavitev arhitekturne dediščine in trajnostnega razvoja Slovenije).
Stane Jeršič je pripravil uradne foto/filmske predstavitve za:
-     Predstavitev “Slovenja na Expo 2020 Dubai” - Arhitektura dediščina za prihodnje generacije (2022) / iz knjige Fabiani Plečnik Vurnik - Oblike ...
-     Predstavitev “Slovenja na Expo 2020 Dubai” - Okolje in prostor (2022)
-     Predstavitev knjige "Fabiani Plečnik Vurnik - Oblike za novo demokracijo" in razstava - Narodni muzej Slovenije (2021 - 2022)
-     Predsedovanje Slovenije EU (2008 in 2021)
-     Predsedovanje Slovenije OVSE (2010)
-     Predstavitev Slovenije na Svetovni turistični borzi v Londonu (WTM - 2010)
-     Svetovna razstava EXPO v Shanghaju ("Better City – Better Life” - 2008)
-     EUROPA NOSTRA - How to Experience Cultural Heritage? (2011)
-     Ljubljana – Washington (razstavi fotografij v dveh prestolnicah  (2011)
-     Ljubljana, svetovna prestolnica knjige; UNESCO (Glasba panoram Plečnikove Arhitekture, 2010)
KNJIGE IN KATALOGI RAZSTAV /izbor
2021   Okolje in prostor / Enviroment and Space (Ministrstvo za okolje in prostor) 
2021   Fabiani Plečnik Vurnik - Oblike za novo demokracijo / Fabiani Plečnik Vurnik- Forms for a new democracy (Artkontakt Studio Bast) 
2021   Evropska sredstva povezujejo / European Funds Connect (SVRK)
2020   Poklon Ljubljani - Izgradnja Cukrarne (Strabag)
2019   Bogastvo pogledov (Ustanova Velenjska knjižna fundacija)
2013   Med dokumentarno in namišljeno podobo / Between a documentary and a fictional image (Artkontakt, Associated Press - AP)
2010   Glasba panoram Plečnikove arhitekture (Artkontakt Studio Bast)
2005   Diskretni šarm miru (Koroški pokrajinski muzej)
2004   Identiteta prostora – Slovenija Nova Zvezda Evrope (samozaložba)
1995   Fotografija (Galerija likovnih umetnosti Slovenj Gradec)
1991   Glasovi (Fotogalerie Wien)
1991   Slike iz življenja (samozaložba)
1990   Iluzija besed (Papirografika – samozaložba)
SAMOSTOJNE RAZSTAVE / izbor
2021 - 2022  Narodni muzej Slovenije, Ljubljana
2012   Odprto razstavišče »Krakovski nasip«, Ljubljana
2011 – 2013 Razstave v urbanih prostorih po Sloveniji
2010   Mesec slovenske kulture, Bekescsabi, Budimpešta
2010   Expo /"Better City, Better Life"/ Shanghai
2009   Cankarjev dom, Ljubljana
2009   Nicosia Art Museum, Nicosia
2009   Valetta Art Gallery, Malta
2007   Dnevi Evropske kulturne dediščine, Jakopičev drevored, Ljubljana
2006   Lodz Art Center - International Festival of Photography
2005   Koroški pokrajinski muzej, Slovenj Gradec
2004   Umetnostna galerija Maribor, Maribor
2004   Muzej in galerije mesta Ljubljana, Ljubljana
1997   Muzej in galerije mesta Ljubljana, Evropski mesec kulture